# Paroisse de Saint-Jean-Baptiste
Pour les articles homonymes, voir Saint-Jean-Baptiste et Saint-Jean.
La paroisse de Saint-Jean-Baptiste (anglais : Saint John the Baptist Parish) est située dans l'État américain de la Louisiane. Son siège est à Edgard. Selon le recensement de 2020, sa population est de 42 477 habitants. Elle est une des 22 paroisses de la région officielle de l'Acadiane. 

## Géographie
La paroisse a une superficie de 567 km2 de terre émergée et 334 km2 d’eau. Elle est enclavée entre la paroisse de Tangipahoa au nord, la paroisse de Saint-Charles au sud-est, la paroisse de La Fourche au sud, la paroisse de Saint-Jacques à l'ouest, et les paroisses de l'Ascension et Livingston au nord-ouest. Le lac Pontchartrain est au nord-est de la paroisse.   

### Municipalités

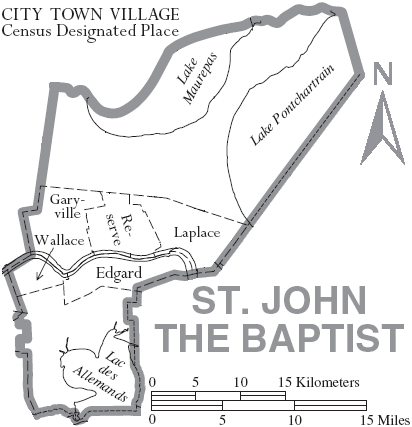
Les municipalités de St-Jean Baptiste

- Edgard
- Garyville
- LaPlace
- Reserve
- Ruddock[1]
- Wallace

## Démographie
| Groupe                           | Paroisse de Saint-Jean-Baptiste | Louisiane | États-Unis |
| -------------------------------- | ------------------------------- | --------- | ---------- |
| Afro-Américains                  | 53,5                            | 32,0      | 12,6       |
| Blancs                           | 42,5                            | 62,6      | 72,4       |
| Autres                           | 1,6                             | 1,6       | 6,4        |
| Métis                            | 1,4                             | 1,6       | 2,9        |
| Amérindiens                      | 0,3                             | 0,7       | 0,9        |
| Asiatiques                       | 0,7                             | 1,6       | 4,8        |
| Total                            | 100                             | 100       | 100        |
|                                  |                                 |           |            |
| Hispaniques et Latino-Américains | 4,7                             | 37,6      | 16,7       |

Selon l'American Community Survey, en 2010, 93,90 % de la population âgée de plus de 5 ans déclare parler l'anglais à la maison, 4,83 % l'espagnol, 0,81 % le français et 1,06 % une autre langue.

## Personnalités
- Cousin Joe (1907-1989), pianiste et chanteur de blues est de Wallace
- Kid Ory (1886-1973), tromboniste de jazz, est né à LaPlace.